# Grigori Gukovski
Grigori Aleksándrovich Gukovski (en ruso: Григо́рий Алекса́ндрович Гуковский; Odesa, 1 de mayo de 1902 – Moscú, 2 de abril de 1950) fue un historiador de la literatura, inicialmente próximo a los formalistas rusos. Su trabajo en la Casa Pushkin llevó al redescubrimiento de la literatura rusa del XVIII.

## Biografía
Se graduó por la Universidad de Petrogrado en 1923, donde obtuvo la cátedra en literatura rusa. Gukovski fue considerado la mayor autoridad en literatura rusa del XVIII. En 1930, ingresó en la Unión de Escritores Soviéticos. En los años 1930, se interesó por la sociología del marxismo, desarrollando una interpretación sociológica de la literatura rusa del XVIII, parcialmente vigente hasta hoy día en su país. Después de pasar un invierno en el asedio de Leningrado, se dedicó a dar conferencias en la Universidad de Sarátov, ciudad a la que fue evacuado junto con la Universidad Estatal de Leningrado. Allí permaneció desde 1942 hasta 1948. Tras regresar a Leningrado, en 1949, Gukovski fue detenido acusado de ser un "cosmopolita sin raíces". En 1950, murió de un ataque al corazón en la prisión de Lefórtovo de Moscú.
La esposa de Gukovski, Natalia Rýkova (1898-1928), fue amiga cercana de Anna Ajmátova. Natalia murió dando a luz, y su hija, Natalia Dolínina (1928-1879), escribió libros para niños. Entre los discípulos de Gukovski se encuentra Yuri Lotman. 